# 萧宁
萧宁（?—?），辽国（契丹）政治人物。辽圣宗的属下的宰相。
开泰元年（1012年）三月乙酉，辽圣宗下诏占卜日期举行拜山、大射柳之礼，命北宰相、驸马、兰陵郡王萧宁，枢密使、司空邢抱质监督有关部门准备礼仪物品。重熙十年（1041年）六月初一戊寅朔，辽兴宗以萧宁、耶律坦、崔禹称、马世良、耶律仁先、刘六符充当祝贺宋仁宗生辰的使臣副使；耶律庶成、赵成、耶律烈、张旦充当明年祝贺宋朝正旦的使臣副使。